# ألكسندر نودلمان
ألكسندر إيمانويلوفيتش نودلمان (بالروسية: Александр Эммануилович Нудельман)‏ (21 أغسطس 1912 - 2 أغسطس 1996) كان مصمم أسلحة وباحثًا سوفيتيًا. تم إنشاء العديد من أنظمة الأسلحة تحت إشرافه. قدَّم نودلمان مساهمات خاصة في تطوير الأسلحة المحمولة على الطائرات وكذلك الصواريخ غير الموجهة والصواريخ الموجهة المضادة للدبابات. وقد مُنح على بطل العمل الاشتراكي مرتين.

## سيرة شخصية
ولد نودلمان في مدينة أوديسا لأبوين نجارين يهوديين ، هُما إيمانويل أبراموفيتش نودلمان (1877–1945)، رئيس متجر ميكانيكي محلي، وإستر إيزاكوفنا نودلمان (نيي ستينمان، 1879–1960). بعد تخرجه من الكلية التقنية في عام 1929، عمل في مكتب المصمم وفي معهد أوديسا الصناعي/معهد أوديسا للفنون التطبيقية، ثم في مكتب التصميم OKB-16 تحت إشراف ياكوف توبين. عُيَّن المدير والمصمم الرئيسي لمكتب التصميم OKB في عام 1942، وقد أصبح مستشارًا لوزارة الدفاع المؤسسي في اتحاد الجمهوريات الاشتراكية السوفيتية في عام 1987، ومستشارًا للأبحاث في KB توشماش في عام 1991. في عام 1962، دافع عن أطروحته التي طور فيها مبادئ بناء وحلول تصميم جيل جديد من المدافع الآلية.
بعض الأسلحة التي صممها نودلمان تشمل: NS-37 ،NS-23 ،N-37 ،NS-45 ،N-57 NS-76، NR-23 ، NR-30 ، المدافع الآلية، S-5 ، S-8 ، S-25 الصواريخ، صاروخ فالانغا 3M11 ومتغيراته، 9K112 Kobra ، و Strela-1 ، و 9K35 Strela-10، وأشعة الليزر الطبية OK-1 وOK-2، وغيرها.

## روابط خارجية
- Боrbа за певосдодство в воздуче — صحيفة «براتيشكا» نسخة محفوظة 2013-06-21 على موقع واي باك مشين. باللغة الروسية
- الرجال، البنائين، فوضى ألكسندر إيمانويلوفيتش
- Нудельман Александр Эммануилович باللغة الروسية